# Rower wodny

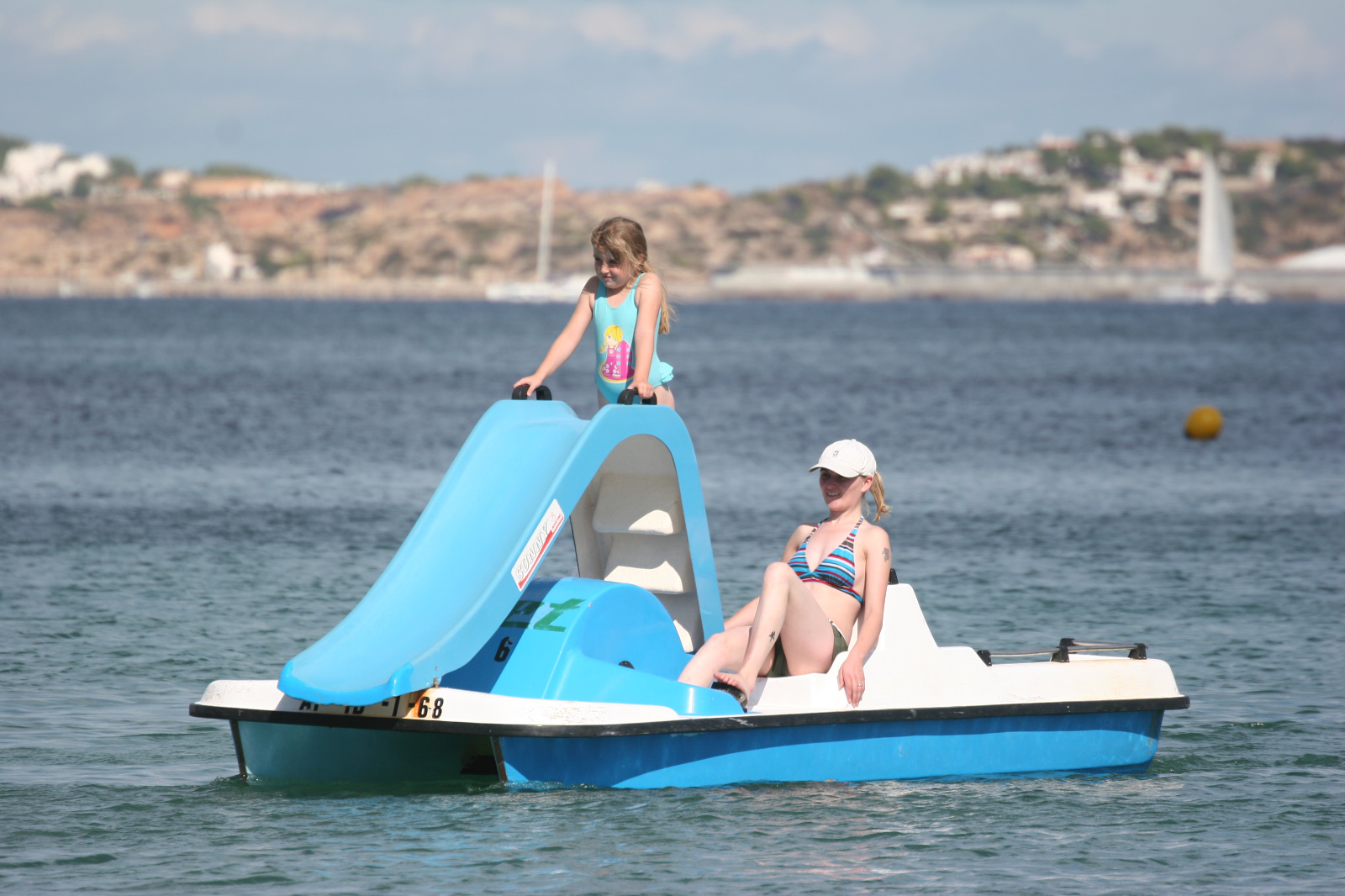
Rower napędzany kołem łopatkowym

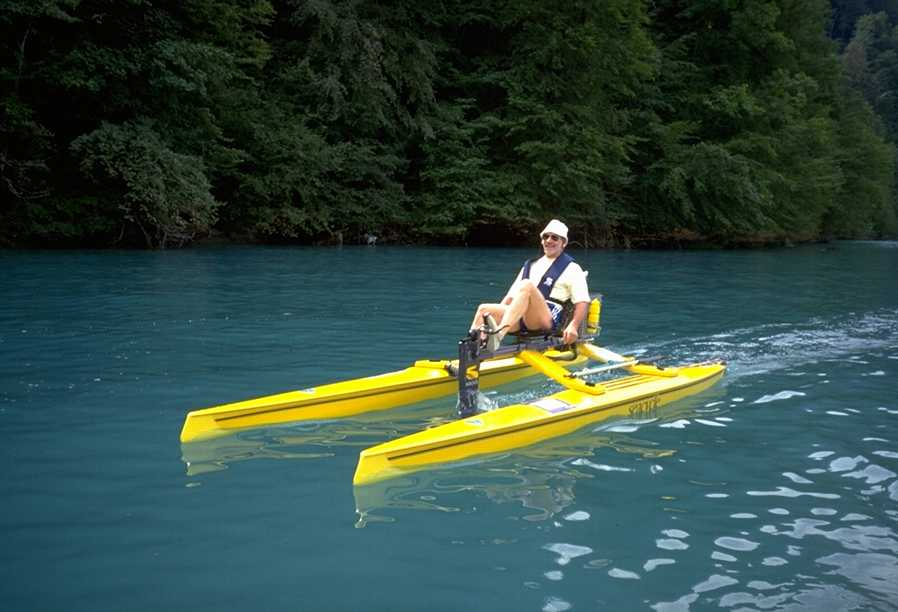
Rower napędzany śrubą

Rower wodny – mała jednostka pływająca wyposażona w dwa pływaki (dzięki którym unosi się na wodzie) i ster, napędzana siłą mięśni jej użytkownika lub użytkowników, przy pomocy przekładni mechanicznej wprawianej w ruch (najczęściej) nogami. Służy zwykle celom rekreacyjnym.
Swoją nazwę zawdzięcza podobieństwu do roweru (który także napędzany jest nogami).